# BRD Năstase Țiriac Trophy 2011
BRD Năstase Țiriac Trophy 2011 — тенісний турнір, що проходив на ґрунтових кортах у місті Бухарест, Румунія з 19 вересня . Належав до категорії ATP World Tour 250, був турніром серії Romanian Open 2011 року.

## Фінальна частина

### Одиночний розряд
Флоріан Маєр (тенісист) —  Пабло Андухар 6–3, 6–1

### Парний розряд
Даніеле Браччалі /  Потіто Стараче —  Юліан Ноул /  Давід Марреро 3–6, 6–4, [10–8]